# اوتریکولی
اوتریکولی (به ایتالیایی: Otricoli) یک شهرک و کومونه در ایتالیا است که در استان ترانی واقع شده‌است. اوتریکولی ۲۷٫۲۷ کیلومتر مربع مساحت و ۱٬۸۶۹ نفر جمعیت دارد و ۲۰۹ متر بالاتر از سطح دریا واقع شده‌است.

## خواهرخوانده
شهر گمینا مستوو خواهرخواندهٔ اوتریکولی هست.